# Jugendring
Ein Stadt-, Kreis-, Bezirks-, Landes- und Bundesjugendring ist ein Zusammenschluss mehrerer Jugendverbände, in der Regel in der Form eines rechtsfähigen Vereins, in Bayern als Körperschaft des öffentlichen Rechts, deren Aufgaben im Kinder- und Jugendhilfegesetz des Sozialgesetzbuchs festgelegt sind. Seine Tätigkeitsfelder sind oft vernetzt mit dem örtlichen Träger der öffentlichen Jugendhilfe (Jugendamt). Sein Leitungsgremium setzt sich aus Vertretern der Mitgliedsverbände zusammen, wodurch diese auch einen Einfluss auf die Arbeit und Ziele des Jugendrings haben. Finanziert wird der Jugendring meist über entsprechende (Kreis-, Bezirks- etc.) Umlagen. Mit diesen Geldern leistet er selbst Jugendarbeit und bezuschusst die Arbeit seiner Mitgliedsverbände. In einigen Fällen werden die Jugendringe jedoch auch über Mitgliedsbeiträge durch die Verbände finanziert. Der Bayerische Jugendring nimmt zudem auch Aufgaben eines Landesjugendamtes wahr. Mitgliedsverbände können die Jugendverbände werden, die nach den Satzungen der jeweiligen Jugendringe die Kriterien einer Mitgliedschaft erfüllen. Auch viele Studentenclubs gehören zu den Mitgliedern der örtlich zuständigen Jugendringe.

## Stadt- und Kreisjugendringe
Als unterste Ebene der Jugendringe machen viele Stadt- und Kreisjugendringe direkt Jugendarbeit vor Ort. Sie veranstalten Freizeiten, Jugendleiterausbildungen u. v. m.
Jedoch ist jeder Jugendring letztlich unterschiedlich aufgebaut, seine Aufgaben unterscheiden sich deutlich von Landkreis zu Landkreis, bzw. von Stadt zu Stadt. Wichtig ist insbesondere, wie sich Jugendring und kommunale Jugendpflege die Jugendarbeit teilen, ob der Jugendring auch in der offenen Jugendarbeit tätig ist, indem er beispielsweise Betriebsträgerschaften für Jugendzentren übernimmt oder ob er sich nur auf die Unterstützung der Verbände beschränkt. Somit gibt es Kreisjugendringe mit mehreren hundert Beschäftigten und solche mit keinem einzigen.

## Landesjugendringe
Auf Landesebene gibt es die Landesjugendringe. Ihre überwiegende Aufgabe ist es, eine Lobbyfunktion für Jugendliche gegenüber Öffentlichkeit, Verwaltung und Politik wahrzunehmen und die Rahmenbedingungen der Jugendarbeit zu sichern und zu gestalten.
Unter anderem mit den Landesjugendringen der 16 Bundesländer, dem Landesjugendring Baden-Württemberg, dem Bayerischen Jugendring, dem Landesjugendring Berlin, dem Landesjugendring Brandenburg, dem Bremer Jugendring, dem Landesjugendring Hamburg e. V., dem Hessischen Jugendring, dem Landesjugendring Mecklenburg-Vorpommern, dem Landesjugendring Niedersachsen e. V., dem Landesjugendring Nordrhein-Westfalen, dem Landesjugendring Rheinland-Pfalz, dem Landesjugendring Saar, dem Kinder- und Jugendring Sachsen e. V., dem Kinder- und Jugendring Sachsen-Anhalt, dem Landesjugendring Schleswig-Holstein und dem Landesjugendring Thüringen haben sich im Deutschen Bundesjugendring bundesweit nach eigenen Angaben Jugendverbände mit über sechs Millionen Mitglieder zusammengeschlossen. Die Aktivitäten der eigenständigen Jugendverbände erreichen ca. 70 Prozent aller Kinder und Jugendlichen. Kritisiert wird in einigen Landesjugendringen, dass die kommunalen Jugendringe nicht oder nur unzureichend in die Strukturen und Entscheidungen eingebunden sind.

## Grundsätze und Kennzeichen der Jugendringe
Der Vorstand des Jugendrings vertritt die Interessen der Jugendarbeit verbandsübergreifend auf der jeweiligen politischen Ebene.
Grundsätzlich werden alle Mitglieder des Vorstands einer Jugendringebene in einer Vollversammlung demokratisch gewählt. Die Mitgliedervollversammlung (alle Verbände, Initiativen und Vereine, welche in der Jugendarbeit aktiv sind und in den Jugendring aufgenommen wurden, sind anwesend und stimmberechtigt) findet satzungsgemäß (oft als Frühjahrs- und Herbstvollversammlung) statt. Die Mitgliedsverbände senden – je nach deren Mitgliederstärke – Delegierte.
Als Zusammenschluss von Jugendverbänden sind sie nach §12 SGB VIII ein Ort an dem „Anliegen und Interessen junger Menschen zum Ausdruck gebracht und vertreten“ werden. Sie sind damit ein wichtiger Bestandteil in der Beteiligung von Jungen Menschen.